# Ренче
Ренче (словен. Renče) — поселення в общині Ренче-Вогрско, Регіон Горишка, Словенія. Висота над рівнем моря: 50,8 м. Розташоване в долині річки Віпава.